# Delphinium barrancae
Delphinium barrancae är en ranunkelväxtart som beskrevs av Joseph Andorfer Ewan. Delphinium barrancae ingår i släktet storriddarsporrar, och familjen ranunkelväxter. Inga underarter finns listade i Catalogue of Life.